# Julius Jungel
Julius Jungel (* 23. April 1848 in Schwalldorf; † 17. August 1928 in Ravensburg) war ein deutscher Verwaltungsbeamter.

## Leben
Nach dem Abitur in Rottweil studierte er ab 1869 Kameralwissenschaft an der Eberhard Karls Universität Tübingen. Ab 1872 war er Mitglied der katholischen Studentenverbindung AV Guestfalia Tübingen. 1873 legte er die erste und 1874 die zweite höhere Finanzdienstprüfung ab. Nach dem Übertritt zu inneren Verwaltung legte er 1875 die zweite höhere Dienstprüfung ab. 1874 wurde er stellvertretender Amtmann beim Oberamt Aalen. Anschließend war er als Amtmann von 1875 bis 1877 beim Oberamt Oberndorf, von 1877 bis 1880 beim Oberamt Gaildorf und von 1880 bis 1883 beim Oberamt Ehingen. Ab 1883 war er Hilfsarbeiter bei der Zentralstelle für Gewerbe und Handel, Stellvertreter des Institutssekretärs in Hohenheim mit einem Lehrauftrag fürs Rechtskunde sowie Kollegialhilfsarbeiter bei den Regierungen des Jagstkreises in Ellwangen und des Donaukreises in Ulm sowie beim Medizinalkollegium. Von 1886 bis 1888 war er Sekretär beim Oberrekrutierungsrat. 1888 wurde er Oberamtmann des Oberamts Ehingen und 1894 des Oberamts Gmünd. 1901 erhielt er den Titel und Rang des Regierungsrats. Von 1902 bis zu seinem Eintritt in den Ruhestand 1911 war er Vorsitzender des Schiedsgerichts V für Arbeiterversicherung in Ulm.

## Auszeichnungen
- Kriegsdenkmünze 1870/71
- Karl-Olga-Medaille
- 1899 Ritterkreuz 1. Klasse des Friedrichs-Ordens